# آتلانتا دریم
آتلانتا دریم تیم بسکتبال حرفه‌ای است که در آتلانتا ایالت جورجیا پایه‌گذاری شد و در کنفرانس شرق اتحادیه ملی بسکتبال زنان بازی می‌کند. این تیم قبل از این که فصل ۲۰۰۸ ان بی ای زنان شروع شود آغاز به کار کرد. مالک این تیم Dream Too LLC است که مرکب از دو تاجر زن به نام‌های مری بروک و کلی لافلر می‌باشد. مانند دیگر تیم‌های ان‌بی‌ای زنان، دریم وابستگی به همکار ان‌بی‌ای خود ندارد حتی گرچه این تیم بازار را با آتلانتا هاکس تقسیم می‌کند.
دریم در هفت سال از ۹ سال حضورش در آتلانتا به پلی آف ان‌بی‌ای زنان صعود کرد و ۳ بار هم به فینال رسید. آن‌ها در سال ۲۰۱۰ به فینال رسیدند ولی به سیاتل استورم باختند. دریم در فینال‌های سال ۲۰۱۱ و ۲۰۱۳ به تیم مینه سوتا لینکس نتیجه را واگذار کرد. آن‌ها سه بار به فینال ان‌بی‌ای زنان رسیدند ولی حتی یک بازی را هم نبردند و نتیجه ۹–۰ را رقم زدند.

## تاریخچه حق امتیاز

### آغازگر حق امتیاز
حتی قبل از موفقیت تیم بسکتبال زنان آمریکا در المپیک ۱۹۹۶، لیگ بسکتبال آمریکا علاقه‌مند بر قرار دادن یک تیم حرفه‌ای بانوان در آتلانتا بود. برنامه‌ریزی‌ها این بود که در سال ۱۹۹۵ یک تیم حرفه‌ای بسکتبال زنان در آتلانتا ساخته شود. 8 نفر از ۱۲ بازیکن المپیکی توانایی بازی در لیگ بسکتبال آمریکا را دارا بودند زمانی که لیگ در اکتبر ۱۹۹۶ شروع به کار کرد. تیم آتلانتا گلوری در فوربس آرنا برای ۲ فصل در این لیگ بازی کرد که به فینال هم رسید.

### رؤیای ساخت تیم جدید
آتلانتا تمام تلاش خود را کرد تا در ان‌بی‌ای زنان تیم داری کند ولی این رؤیا تا سال ۲۰۰۷ به علت مشکلات مالی محقق نشد، اما در این سال با کمک چند تاجر و سیاست‌مدار توانستند هزینه گسترش این تیم را تأمین کنند.

### زندگی دریم

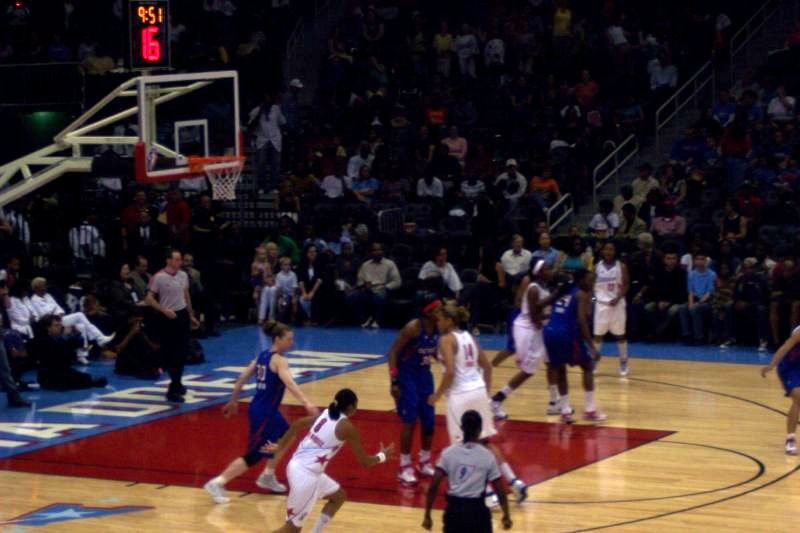
آتلانتا دریم در سال ۲۰۰۸

در ۱۷ می ۲۰۰۸، آتلانتا دریم اولین بازی رسمی خود را به کنتیکت سان واگذار کردند و تا ۳ ژوئیه ۲۰۰۸ که مقابل هیوستون کامتس در یک بازی خانگی باخت، ۱۷ باخت پشت سر هم نصیبش شد و این رکورد را به نام خود زد. رکورد قبلی شکست‌های متوالی در دست شیکاگو اسکای با ۱۳ باخت در سال ۲۰۰۶ و دیترویت شاک با ۱۳ باخت در سال ۲۰۰۲ بود.
آتلانتا دریم اولین پیروزی خود را در تاریخ ۵ ژوئیه ۲۰۰۸ مقابل شیکاگو اسکای بدست آورد و نوار شکست‌های متوالی اش را با برد ۹۱–۸۴ به پایان داد.
در تابستان فصل ۲۰۰۸–۲۰۰۹ این تیم بسیار فعال کار کرد. مدیریت این تیم که نمی‌خواست کابوس فصل قبل تکرار شود، بازیکنانی همچون سانچو لایتل، نیکی تیزلی، چمیکو هولداسکلا، انجل مک کاتری و میشیله اسنو را جذب کرد.
این فصل آن‌ها با ۱۸ پیروزی و ۱۶ شکست به پلی آف مسابقات رسیدند. آن‌ها در راند اول مسابقات به تیم دیترویت شاک باختند و فصل را به پایان رساندند. مارینل میدورز مربی این تیم به عنوان بهترین مربی سال انتخاب شد.
بعد از این که ران ترویلیگر، مالک باشگاه اعلام کرد که در اگوست از موقعیتش کنار می‌رود در تاریخ ۲۹ اکتبر ۲۰۰۹، کتی بتی کنترل این تیم را بدست گرفت.
فصل ۲۰۱۰ فصلی بهتر از فصل قبل شد. آن‌ها فصل را در رتبه چهارم به پایان رساندند. این تیم با پیروزی مقابل نیویورک لیبرتی به فینال مسابقات رسید. در فینال سیاتل استورم دو بازی خانگی خود را برد. آتلانتا برای ماندن در این سری حداقل نیاز به برد بازی اول خانگی خود داشت که با شکست مواجه شد. هر چند آن‌ها هر سه بازی را باختند ولی در هر سه بازی با اختلاف خیلی اندک (تقریباً ۳ امتیاز) بازی‌ها را واگذار کردند.
دریم فصل ۲۰۱۱ را با حواشی بسیار شروع کرد. آن‌ها پوینت گارد آل استار خود لیندسی هاردینگ را فروختند. آن‌ها فصل را بد شروع کردند و در ۹ بازی اول خود تنها ۲ برد به دست آوردند و این در صورتی اتفاق افتاد که انجل مک کاتری نیز مصدوم شد و آن‌ها سانچو لایتل را نیز از دست دادند. دریم ناامید نشد و لیگ را ادامه داد تاآنها بعد از مسابقات آل استار ۱۴ برد و ۵ باخت بدست آوردند. آن‌ها به فینال رسیدند ولی به تیم روفرم مینه سوتا لینکس که ۲۷ برد و ۷ باخت در لیگ بدست آورده بود ۳–۰ باختند.
آنها بار دیگر در فصل ۲۰۱۳ به فینال رسیدند و دوباره از تیم مینه سوتا لینکس ۳–۰ شکست خوردند.
در فصل ۲۰۱۴ آن‌ها در کنفراس خود اول شدند ولی در نیمه نهایی کنفراس بازی را واگذار کردند.
آتلانتا دریم در فصل ۲۰۱۶ به پلی اف مسابقات رسید و در دور دوم مسابقات توسط شیکاگو اسکای حذف شد.

### خانه فعلی

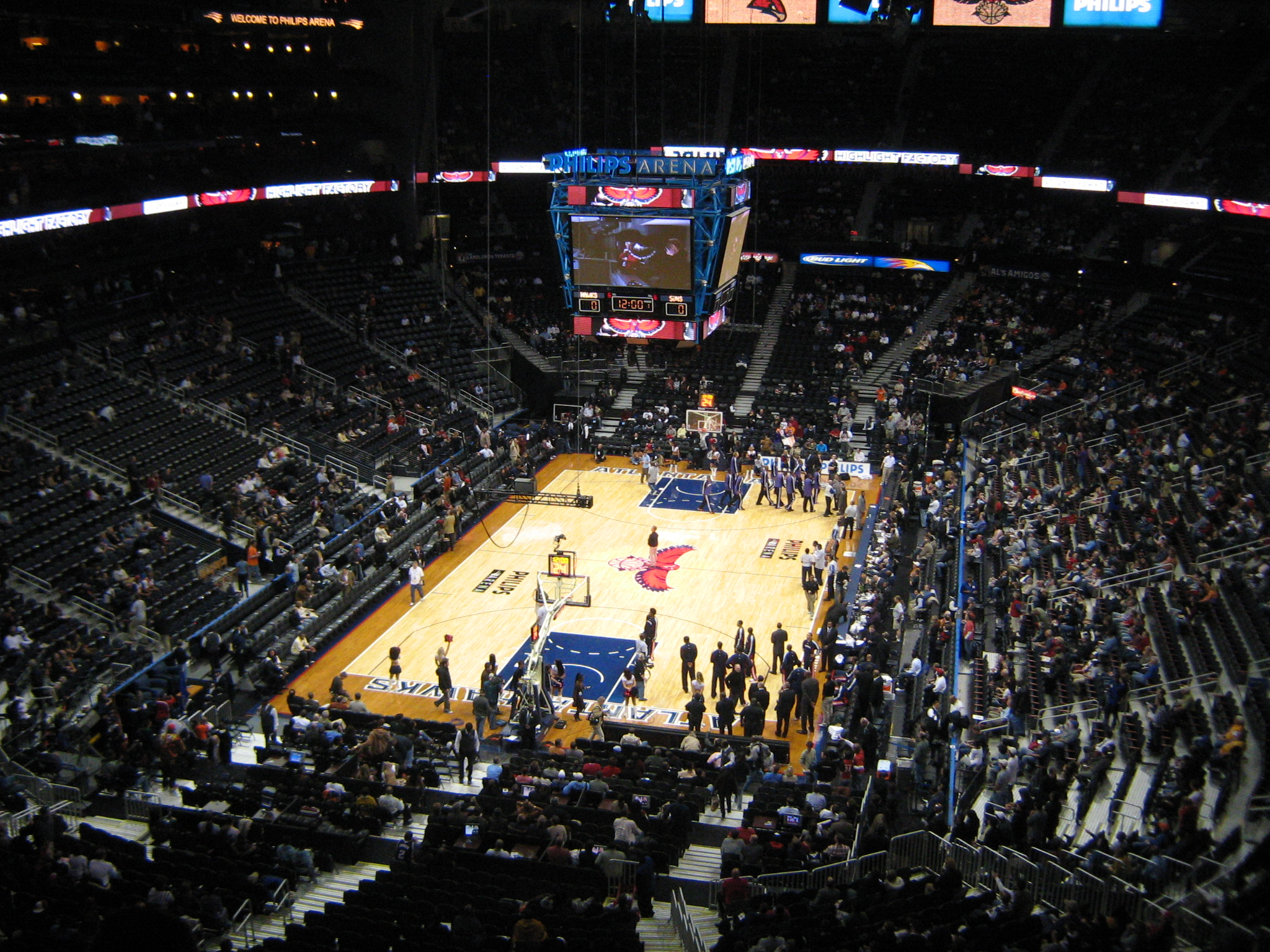
فیلیپس آرنا

این تیم در شروع فعالیت خود در فیلیپس آرنا بازی می‌کرد که زمین خانگی تیم آتلانتا هاکس بود. در ۲۰۱۳ که دریم به فینال رسید، جدول مسابقات طوری برنامه‌ریزی شد که این تیم مجبور شد در زمینی دیگر به مصاف حریف خود برود. به علت بازسازی فیلیپس آرنا در سال ۲۰۱۶، این تیم بازی‌های خود را در به مک کاویش پاویلیون منتقل کرد و قرار است تا فصل ۲۰۱۸ در این ورزشگاه بازی کند.

## فصل به فصل[۱۴]
فصل ۲۰۰۸ = گروه شرقی، جایگاه هفتم در لیگ با ۴ برد و ۳۰ باخت.
فصل ۲۰۰۹ = گروه شرقی، جایگاه دوم در لیگ با ۱۸ برد و ۱۶ باخت. (باخت در نیمه نهایی به دیترویت شاک ۲–۰)
فصل ۲۰۱۰ = گروه شرقی، جایگاه چهارم در لیگ با ۱۹ برد و ۱۵ باخت. (باخت در فینال به سیاتل استورم ۳–۰)
فصل ۲۰۱۱ = گروه شرقی، جایگاه سوم در لیگ با ۲۰ برد و ۱۴ باخت. (باخت در فینال به سیاتل استورم ۳–۰)
فصل ۲۰۱۲ = گروه شرقی، جایگاه سوم در لیگ با ۱۹ برد و ۱۵ باخت. (باخت در نیمه نهایی به ایندیانا فیور ۲–۱)
فصل ۲۰۱۳ = گروه شرقی، جایگاه دوم در لیگ با ۱۷ برد و ۱۷ باخت. (باخت در فینال به سیاتل استورم ۳–۰)
فصل ۲۰۱۴ = گروه شرقی، جایگاه اول در لیگ با ۱۹ برد و ۱۵ باخت. (باخت در نیمه نهایی به شیکاگو اسکای ۲–۱)
فصل ۲۰۱۵ = گروه شرقی، جایگاه پنجم در لیگ با ۱۵ برد و ۱۹ باخت.
فصل ۲۰۱۶ = گروه شرقی، جایگاه چهارم در لیگ با ۱۷ برد و ۱۷ باخت. (باخت در مرحله دوم به شیکاگو اسکای ۱–۰)
فصل ۲۰۱۷ = گروه شرقی، جایگاه پنجم در لیگ با ۱۲ برد و ۲۲ باخت.
فصل ۲۰۱۸ = گروه شرقی، جایگاه اول در لیگ با ۲۳ برد و ۱۱ باخت (باخت در فینال کنفرانس به واشینگتون میستیکس ۳-۲)

## بازیکنان

### بازیکنان قدیمی
- لیندسی هاردینگ (۲۰۱۱–۲۰۱۲)
- ایووری لاتّا (۲۰۰۸–۲۰۰۹)
- اریکا ده سوزا (۲۰۰۸–۲۰۱۵)
- شالی لهنینگ (۲۰۰۹–۲۰۱۱)
- کوکو میلر (۲۰۰۹–۲۰۱۱)
- دلیشا میلتون-جونز (۲۰۱۴–۲۰۱۵)
- شونی شیمّل (۲۰۱۴–۲۰۱۵)

## مربیان و کارکنان

### مالکان
- رون ترویلیگر (۲۰۰۸–۲۰۰۹)
- کتی بتی (۲۰۱۰)
- Dream Too LLC (2011- حال)

### مربیان
- مارینل میدورز (۲۰۰۷–۲۰۱۲)
- فرد ویلیامز (۲۰۱۲–۲۰۱۳)
- میشل کوپر (۲۰۱۳- حال)

## پیک‌های مهم
- سانچو لایتل (پیک ۱ سال ۲۰۰۹)
- انجل مک کاتری (پیک ۱ سال ۲۰۰۹)
- تامرا یانگ (پیک ۸ سال ۲۰۰۸)
- تاشینا فیلیپس (پیک ۸ سال ۲۰۱۱)
- شونی شیمّل (پیک ۸ سال ۲۰۱۴)
- بریا هولمز (پیک ۹ سال ۲۰۱۶)